# Mołdawinek
Mołdawinek (niem. Maldewin) – wieś w Polsce położona w województwie zachodniopomorskim, w powiecie łobeskim, w gminie Radowo Małe. Miejscowość wchodzi w skład sołectwa Mołdawin.
W latach 1975–1998 miejscowość należała administracyjnie do województwa szczecińskiego.